# Hugh Hellmut Iltis
Hugh Hellmut Iltis (7 de abril de 1925 , Brno, Checoslovaquia, hoy República Checa - 19 de diciembre de 2016) fue un profesor emérito de Botánica en la Universidad de Wisconsin-Madison, y muy conocido por sus descubrimientos en la domesticación del maíz. El Dr. Iltis se entrenó primariamente en sistemática vegetal y en taxonomía, enfocado en las familias Cleomaceae y Capparaceae. Fue un ávido recolector botánico y condujo numerosa expediciones a muchas partes del mundo a estudiar nuevas especies. Como botánico, Iltis sirvió como Director del Herbario de la Universidad de Wisconsin–Madison.
Usó enfoques taxonómicos y morfológicos para investigar la domesticación del maíz. Su trabajo apoya la opinión de que los maíces domésticos se derivaron de una especie de teosinte, como subpoblaciones de esa gramínea que crece silvestre en muchas áreas de México. Se creía que el maíz silvestre original se había extinguido. También dirigió un equipo de botánicos que descubrieron una nueva especie de teosinte, en el oeste de México, que nombraron Zea diploperennis Iltis, Doebley & Guzmán.
Su obra es de gran importancia económica, porque identifica nuevas fuentes de variabilidad genética que puedan ser utilizados por los fitomejoradores. Algunas especies de teosinte están en peligro crítico, pues todos afrontan la pérdida de hábitat como el uso de la tierra agrícola se expande en México. A través de sus esfuerzos, Iltis convenció al gobierno de México para dedicar recursos a la conservación del hábitat de Zea diploperennis.
Otro de sus descubrimientos ocurrieron en 1962, mientras realizaba con Don Ugent una expedición botánica en Perú. Iltis ubicó una planta de tomatera silvestre, inédita para los taxónomos, a la que anotó como "Nº. 832". Y envió muestras y semillas a varios especialistas del campo, y recolectó especímenes para herbarios. Este tomate silvestre resultó en una nueva especie de tomate con mucho más azúcar y contenido de sólidos que los tomates cultivados domésticamente. Como fuente para la hibridación con los tomates domésticos, se ha utilizado tanto para mejorar el sabor de los tomates como impulsar más contenido de sólidos.
Iltis nació en Checoslovaquia, y dejó Europa como refugiado pocas semanas antes de que el país fuera invadido por los nazis, antes de la Segunda Guerra Mundial. Es un firme e inflexible ambientalista y conservacionista, un campeón de la preservación de hábitats amenazados para preservar la biodiversidad.
Su padre, Hugo Iltis, fue un docente en el "Brno Gymnasium", además de botánico y genetista, y un abierto oponente de la eugenesia nazi. Fue biógrafo del genial Gregor Mendel.
- La abreviatura «Iltis» se emplea para indicar a Hugh Hellmut Iltis como autoridad en la descripción y clasificación científica de los vegetales.[4]